# Парапітек
Парапітек (Parapithecus — від грец. para — біля і pithekos — мавпа) — рід найдавніших викопних людиноподібних мавп.
На цей час відомо два види (Parapithecus fraasi, Parapithecus grangeri). Уперше був виявлений на території Фаюмської оази (фрагмент нижньої щелепи із зубами) в 1911 році німецьким вченим Максом Шлоссером у ранньоолігоценових відкладах. З'явився імовірно близько 35 мільйонів років тому. Це були давні мавпи, від яких, як вважають деякі автори, походять сучасні гібони, орангутани, а також дріопітеки.
Будова зубів парапітеків поєднує в собі як прогресивні риси, так і загальну подібність зубів до деяких нижчих приматів, особливо довгоп'ятів.
Єдиної думки щодо систематичного положення цього роду у вчених немає, бо кісткові рештки дуже незначні й малоінформативні.

## Характеристика
Парапітек вважається попередником пропліопітека. З одного боку, ряд особливостей будови зубів зближують парапітека із сучасними людиноподібними мавпами, з іншого боку — спостерігається подібність у будові зубів із довгоп'ятами. Існує припущення, що парапітек — початкова стадія в еволюції людиноподібних мавп і людини. Інші ж антропологи геть заперечують саму можливість віднесення парапітека до приматів.
Трудність виникає з обмеженості наявних залишків цієї істоти — тільки нижня щелепа — і зі складності визначення його зубної системи (типу і числа зубів). Зубна формула парапітека — 2.1.3.3 / 0-1.1.3.3, маса тіла імовірно від 1,5 до 3 кг. Імовірно, мав місце статевий диморфізм. Харчувався фруктами.